# Neuland (Leichlingen)
Neuland ist eine aus einer Hofschaft hervorgegangene Ortschaft in der Stadt Leichlingen (Rheinland) im Rheinisch-Bergischen Kreis.

## Lage und Beschreibung
Neuland liegt östlich des Leichlinger Ortskerns auf dem Höhenrücken zwischen dem Wuppertal und dem Schmerbachtal an der Landrat-Trimborn-Straße. Die Ortslage bildet heute mit dem nördlich ebenfalls an der Straße gelegenen Ortslage Wachholder eine geschlossene Siedlung.
Weitere Nachbarorte sind neben dem Kernort Roderhof, Roderbirken, Schmerbach, Bergerhof, Waltenrath, Weide, Buntenbach, Bechlenberg, Am Hammer, Hüschelrath  und Johannisberg.

## Geschichte
Die Karte Topographia Ducatus Montani aus dem Jahre 1715 zeigt den Hof unter dem Namen Neühof. Im 18. Jahrhundert gehörte der Ort zum Kirchspiel Leichlingen im bergischen Amt Miselohe. Die Topographische Aufnahme der Rheinlande von 1824 und die Preußische Uraufnahme von 1844 verzeichnen den Ort beide als Neuland.
1815/16 lebten 37 Einwohner im Ort. 1832 gehörte Neuland unter dem Namen Wacholdern  der Bürgermeisterei Leichlingen an. Der laut der Statistik und Topographie des Regierungsbezirks Düsseldorf als Hofstadt kategorisierte Ort besaß zu dieser Zeit acht Wohnhäuser und acht landwirtschaftliche Gebäude. Zu dieser Zeit lebten 41 Einwohner im Ort, davon 15 katholischen und 26 evangelischen Glaubens.
Im Gemeindelexikon für die Provinz Rheinland werden 1885 18 Wohnhäuser mit 90 Einwohnern angegeben. 1895 besitzt der Ort 16 Wohnhäuser mit 81 Einwohnern, 1905 16 Wohnhäuser und 89 Einwohner.